# 銀色小褐鱈
銀色小褐鱈，為輻鰭魚綱鱈形目稚鱈科的其中一種，分布於印度洋海域，為熱帶海水魚，深度可達234公尺，棲息在底中層水域，生活習性不明。

## 扩展阅读
維基物種上的相關：銀色小褐鱈